# Witmarsumervaart
De Witmarsumervaart (Fries en officieel: Wytmarsumerfeart) is een kanaal in de gemeente Súdwest-Fryslân in de Nederlandse provincie Friesland.
De Witmarsumervaart loopt vanaf de Harlingervaart (Harnzer Feart) in zuidelijke richting en komt even ten noorden van Witmarsum samen met de Pingjumervaart (Penjumer Feart). Het kanaal loopt vervolgens door Witmarsum in zuidelijke richting langs het Flietsterbosk naar Schettens. Vandaar buigt het kanaal naar het zuidoosten om in Bolsward te eindigen bij de Makkumervaart (Makkumer Feart).

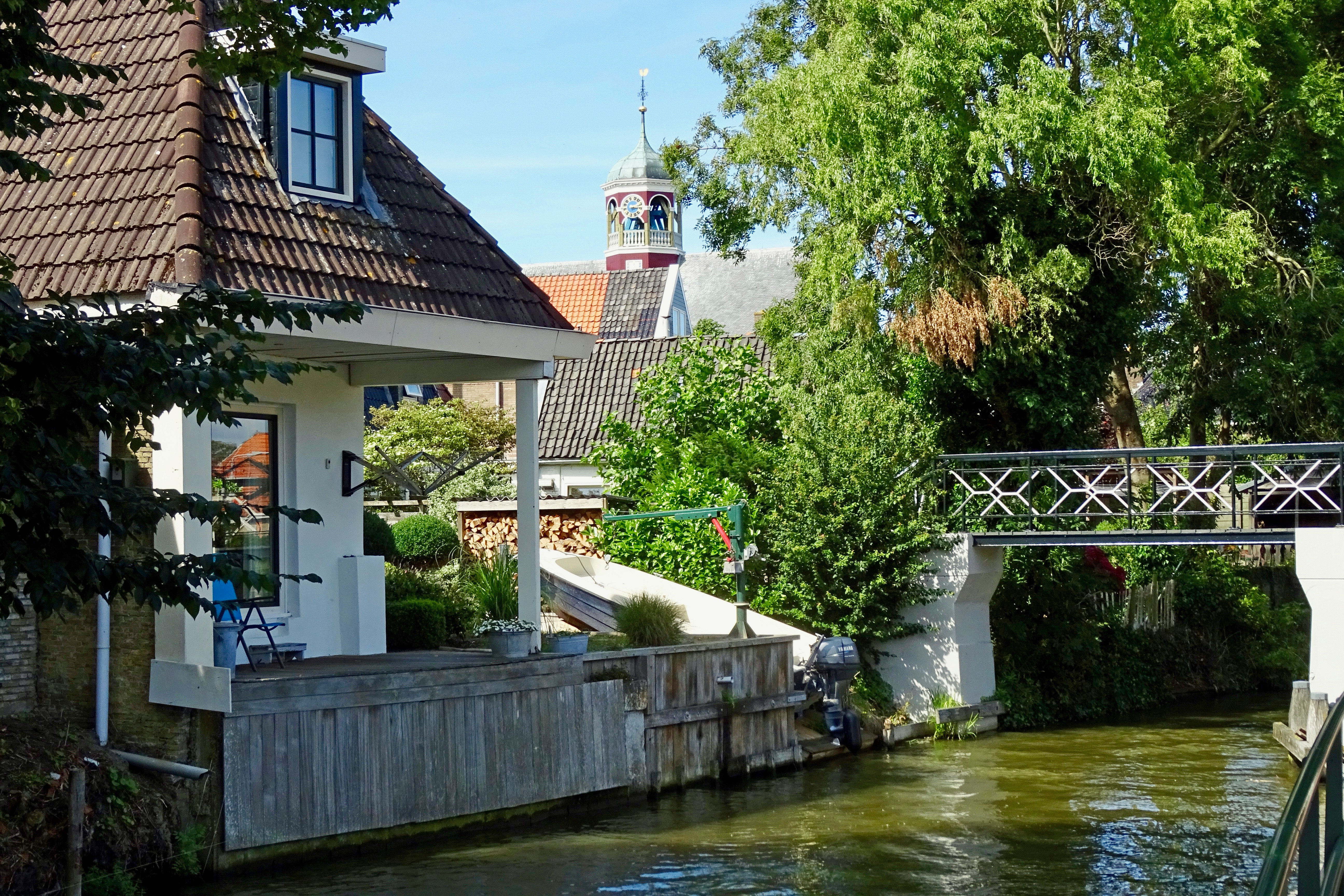
Witmarsumervaart in Witmarsum
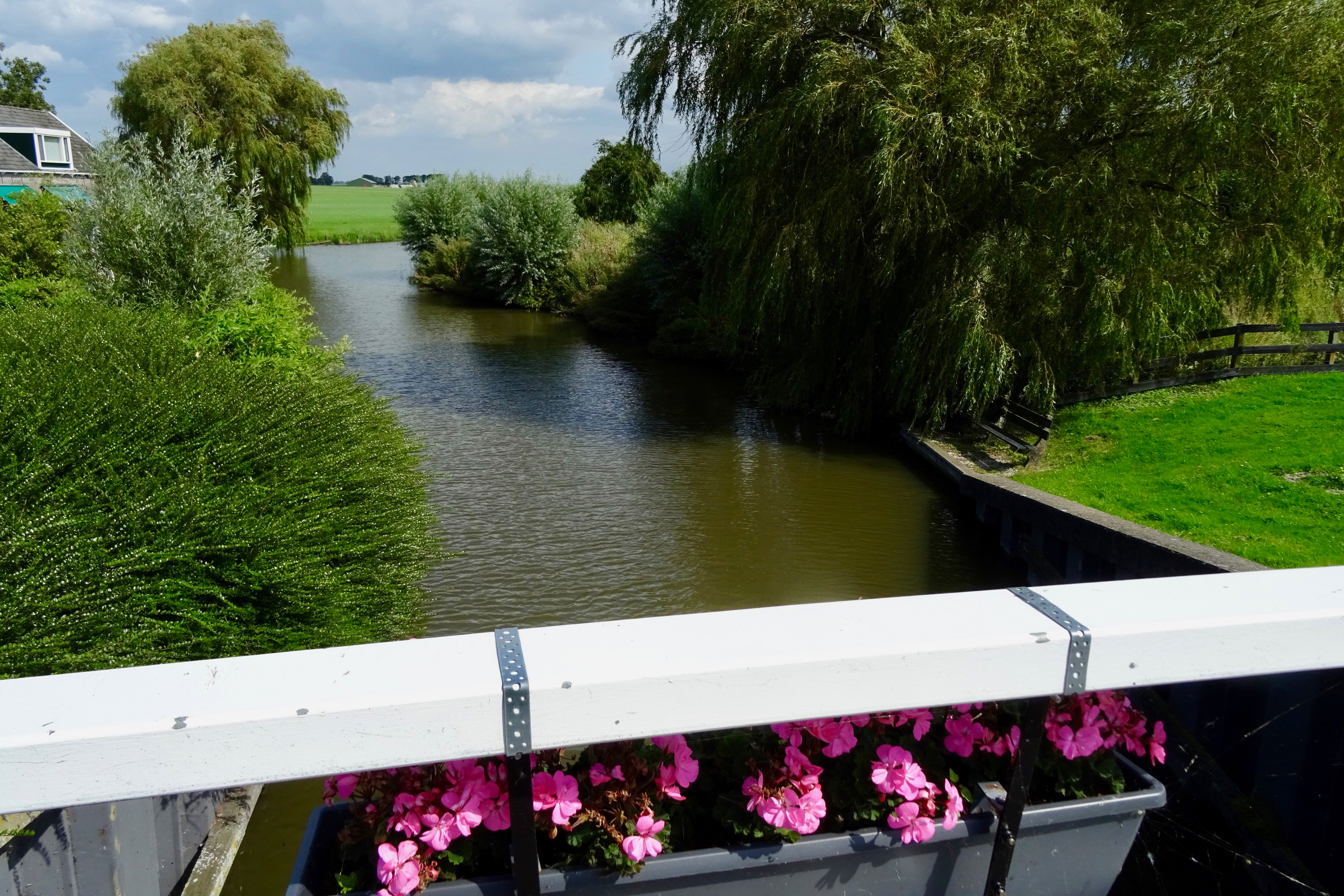
Witmarsumervaart in Schettens

Zwette · Stadsgracht (Sneek) · Geeuw · Wijddraai · Wijde Wijmerts · Nauwe Wijmerts · Noorder Ee · Ee (Woudsend) · Slotermeer · Slotergat · Slotermeer · Luts · Van Swinderenvaart · Spookhoekstervaart · Rijstervaart · Oud-Karre · Johan Frisokanaal · Morra · Johan Frisokanaal · Noorderdijkvaart · Het Wijd · De Gronzen · Indijk · Zijlroede (Hindeloopen) · Oude Oostervaart · Dijkvaart · Horsa · Burevaart · Diepe Dolte · Workumertrekvaart · Het Kruiswater · Stadsgracht (Bolsward) · Witmarsumervaart · Harlingervaart · Bolswardervaart · Zuidoostersingel · Noordoostersingel · Noordergracht (Harlingen) · Van Harinxmakanaal · Sexbierumervaart · Noordergracht (Franeker) · Dongjumervaart · Ried · Berlikumerwijd · Moddergat · Wierzijlsterrak · Blikvaart · Zuidhoekstervaart · Ouwe Rij · Leistervaart · Finkumervaart · Dokkumer Ee · Het Kleindiep · Dokkumer Ee · Oudkerkstervaart · Murk · Ouddeel · Bonkevaart (finish)